# 魔劍
魔劍（Shadowbane）是一款奇幻背景的超多人大型線上角色扮演遊戲，由Wolfpack Studios開發，支援Windows和Mac平台，歐美、亞洲、中國、韓國分別由不同的發行商營運，其中最早的歐美版於2003年3月29日由育碧软件發行。Wolfpack Studios還開發了兩款魔劍的資料片，分別是2003年12月9日發行的《Rise of Chaos》以及2004年12月7日發行的《Throne of Oblivion》。
由天人互動軟體技術有限公司發行的中國區魔劍於2003年12月3日結束營運。En-Tranz發行的亞洲區魔劍於2004年7月31日結束營運。由於玩家減少，歐美版的魔劍已於2006年3月15日宣布全面免費，並於3月20日將原本的四個伺服器合併成一個。育碧软件預計在2006年關閉Wolfpack Studios。

## 遊戲特色
魔劍以極高的自由度作標榜，在遊戲中，玩家可以自由的建置房舍、經營商店、甚至是建設一座城市。
當然也可以與志同道合的朋友組成工會，幾個工會可以組成國家，而幾個國家間，也可以設定同盟，或是敵對(無論同盟或是敵對都可以互相攻擊，只是在玩家角色名稱顯示不同而已)
魔劍的世界非常需要玩家建設，例如高級的裝備商店或高等的技能訓練師都必須由玩家經營，另外，由玩家建立的城市，可以設定讓守衛自動攻擊先動手殺人的玩家，這可能是遊戲對PK行為的唯一懲罰。
魔劍非常鼓勵玩家之間的殺戮，玩家可以在新手村以外的地方毫無限制的攻擊其它玩家，並可以撿取背包內的所有物品，也會得到不少的經驗值（限《Throne of Oblivion》後期，之前殺死其他玩家僅能獲取象徵性的1點經驗），此外，遊戲還會自動紀錄殺死你的玩家ID以及工會，讓玩家可以循線報仇。
魔劍沒有任何的任務，玩家只能靠殺怪物、以及殺玩家來獲得經驗值。

所以可以說，魔劍是以國與國戰、公會與公會戰，人與人戰來豐富遊戲的內容。
魔劍（包括兩款資料片）提供十二個種族，四個基礎職業，二十二個專職以及許多的附屬職業，另外還有頗長的虛構歷史。

魔劍的等級限制目前為75級上限(2007/03/22)，其升級速度與大部分的網路遊戲相比，非常快速；經驗老到的玩家，可以48小時之內，將等級提升到75。

而且等級也不完全是實力的保證，等級20幾的新角色殺掉75級角色的事件屢見不鮮（此情景實際非常少見，雖然在理論上完全可行）。

魔劍裝備的需求也相對的低，在中立的系統城也可向NPC購得不錯的武器裝備（一流的裝備仍需於玩家自建商店內購得）。

## 批評
魔劍沒有華麗的畫面，但如果要順暢的進行遊戲，硬體配備卻相當要求，另外，由於遊戲的藝術風格相當黑暗，在遊戲中也很難找到令人賞心悅目的地方。
而且魔劍過於寄望玩家自行產生的道德或是法律機制，高度自由的世界卻也顯得險象環生並缺乏保障，尤其是玩家的虛擬資產，可能在離線之後被敵人攻擊、摧毀。
所以，魔劍完全不適合喜好和平的玩家。

## 魔劍亞洲版
亞洲版魔劍由香港的En-Tranz營運，標榜多國玩家共玩（香港、台灣、日本、馬來西亞、澳大利亞等）營運期間惹來了不少批評：
- 有些地區或特定ISP連線到香港伺服器的速度不理想，始終沒有有效解決。
- 版本更新較歐美慢，早期有許多問題是急需修正的。
- 不便的申訴以及付費方式。
- 對許多習慣本地伺服器的玩家而言，遊戲中的語言溝通成了問題。
- 中文化不完整。
- 天人互動倒閉後，大量湧入的中國玩家沒有適當的管道轉移至亞洲版。
- 宣佈新版不支援Mac平台。
- 遊戲中出現針對現實種族的殺戮，例如白種人與黃種人、中國人與日本人等。
- 結束營運後，已經購卡或儲值的玩家無法退費。

## 魔劍中國
魔劍中國曾由漢唐文化營運，2006年1月1日起完全免費。现已停止运营（但漢唐文化並未正式取得營運權，曾被其後運營的韓國魔劍運營商指為非法）。

## 魔劍韓國版
韓國版魔劍做了許多不同於原版的修改。现已停止运营